# هیراگا توموماسا
هیراگا توموماسا (به ژاپنی: 平賀 朝雅 ひらが ともまさ)، تولد ۱۱۸۲ - مرگ ۱۶ سپتامبر ۱۲۰۵ - یک گوکه‌نین در اواخر دوره هی‌آن و ابتدای شوگون‌سالاری کاماکورا بود. از نوادگان میناموتو نو یوشی‌میتسو از خاندان میناموتو بود. همسر او دختر هوجو توکیماسا و ماکی نو کاتا بود.